# حوزه انتخابیه دوم کنتیکت
حوزه انتخابیه دوم کنتیکت یک حوزه انتخابیه مجلس نمایندگان آمریکا است که در ایالت کنتیکت قرار دارد.